# Truth Social
Truth Social（トゥルース・ソーシャル）は、トランプ・メディア・アンド・テクノロジー・グループ（TMTG）によって設立されたソーシャル・メディア・プラットフォームである。当初は2021年11月にAppleのApp Storeで限定的に公開する予定であったが、実際にはワシントン誕生日にあたる2022年2月21日より事前登録者を対象に公開しサービスを開始した。3月末までにアプリの本格展開を予定している。

## 背景
アメリカ合衆国大統領のドナルド・トランプは2021年アメリカ合衆国議会議事堂襲撃事件への対応としてTwitter・Facebookから追放された後、新たなソーシャルメディアプラットフォームを構築する見通しを示した。
2021年5月、トランプは「From the Desk of Donald J. Trump」を設立し、短いツイートのような発表を投稿した。
USAトゥデイはこのサイトが6月初旬に1か月も経たないうちに閉鎖されたことを報告した。
バックエンドにMastodonを使用しており、ネットワーク越しにサービスを公開する場合にソースコードの公開を義務付けるMastodonとのライセンス問題が発生している。

## 上場
特別買収目的会社のデジタル・ワールド・アクイジション（DWAC）とTMTGの合併により、2024年3月26日に米NASDAQ市場に株式を上場した。DWACは中華人民共和国のARCキャピタルの支援を受けて設立された企業であり、2021年に中国企業の影響力を断つと約束したが、2022年にはARCとの関係は広範囲に渡るためにTMTGとの取引にも影響したと報じられた。合併当時のDWACの筆頭株主でTikTokの大株主でもある投資家のジェフ・ヤスは訴訟費用で資金難に陥ったトランプを支えた共和党の大口献金者であった。